# Skoki narciarskie w Danii
Skoki narciarskie w Danii mają stosunkowo bogatą historię, jednak tradycja uprawiania tego sportu w tym kraju zanikła.

## Skocznie
W przeszłości w Danii czynne były skocznie. W 1941 w Hjørring powstał kompleks skoczni Smidths Plantage Skihopbakker (K-15 i K-30). 27 lutego 1943 powstał obiekt Holtekollen (K-25) w Holte, na której rozgrywano krajowe i międzynarodowe zawody (w 1952 zanotowano nawet ponad 30-tysięczną widownię; w latach 1946–1948 dowożono tam śnieg pociągiem z Norwegii). W tamtych czasach powstał również obiekt Gyllinghøj (K-26) w Vejle. Skocznie narciarskie istniały również we Fredericii i Silkeborgu. W Hjørring jeszcze w 1969 rozgrywano mistrzostwa Danii, później oba obiekty w tym mieście przestały istnieć. W latach późniejszych rozgrywano jeszcze zawody (w tym mistrzostwa Danii) na Holtekollen. Ostatni konkurs odbył się tam w lutym 1980. Następnie skoki narciarskie w Danii zamarły. W Nuuk – stolicy zależnej od Danii Grenlandii – w latach 80. wybudowano skocznię Ravnebakken (K-30), na której w 1987 odbyły się mistrzostwa Grenlandii. Na Holtekollen w 1996 próbowano jeszcze rozegrać konkurs skoków, jednak zawody odwołano z powodu braku śniegu. Obecnie w Danii nie ma czynnych skoczni. Holtekollen do 2006 służyło jako punkt obserwacyjny, a w 2012 obiekt wizytował mieszkający w Danii były mistrz świata, Szwajcar Andreas Küttel, który wpadł na pomysł reaktywacji duńskich skoków.

## Zawodnicy
Znane są nazwiska kilku mistrzów Danii w skokach narciarskich:
- Hans Knudsen (1958, 1960, 1962)
- Tom Klokholm (1963, 1964, 1965, 1969)
- Peter Jacobi (1967)
- Niels Peter Albertsen (1970)

Skoki narciarskie uprawiał m.in. pochodzący z Norwegii Bent Jacobsen, który w Danii przebywał od 1968 (później stał się znany jako kompozytor i akordeonista). Jego rekord życiowy wynosi 90 m i został ustanowiony na Renabakkene w Norwegii.
W mistrzostwach Europy juniorów w narciarstwie klasycznym we włoskim Tarvisio w 1972 wziął udział duński zawodnik Svend Rasmussen. Wystartował on w konkursie skoków narciarskich, w którym po skokach na odległość 49 i 52,5 m zajął 40. miejsce (wyprzedzając dwóch reprezentantów Kanady). Był to jego jedyny start w zawodach międzynarodowych tej rangi w karierze.
Jedynym reprezentantem Danii we współczesnej historii skoków był Andreas Bjelke Nygaard, który skakał głównie amatorsko i trenował na norweskich skoczniach. W sezonie 2000/2001 wystąpił w dwóch konkursach Pucharu Kontynentalnego w Vikersund, gdzie zajmował ostatnie miejsca (był 50. i 53.). Planował wystąpić na Zimowych Igrzyskach Olimpijskich w 2002 w Salt Lake City, jednak nie uzyskiwał zadowalających wyników. Zakończył karierę w 2003. Jego rekord pochodzący z Lillehammer wynosi 137 m i jest uznawany za rekord Danii.